# Negro Casas
José Casas Ruiz, mer känd under sitt artistnamn Negro Casas och hans smeknamn El Cuatro Cuarenta (4:40), född 10 januari 1960 är en mexikansk luchador (fribrottare) och fribrottningstränare. Han är son till fribrottaren och fribrottningsdomaren Pepe Casas och ingår i Casasfamiljen, en av de största familjerna inom lucha libre. Han har sedan 1980 brottats i Consejo Mundial de Lucha Libre (tidigare Empresa Mexicana de Lucha Libre) och är fortfarande aktiv i förbundet 2021, 41 år senare.
Casas är också en av de få mexikanska fribrottare som varit så framgångsfulla utan att någonsin bära en traditionsenlig mask.
Negro Casas betraktas som en av de mest tekniskt skickliga fribrottarna genom tiderna, både i Mexiko och internationellt. Han har gått åtskilliga omtalade och hyllade matcher, bland annat mot Eddie Guerrero och El Hijo del Santo samt de senaste åren mot bland andra Carístico och Soberano Jr.. Sedan 2008 är han ledaren av gruppen La Peste Negra (spanska: Svarta pesten) i CMLL men efter att gruppens andra ledare Mr. Niebla avlidit i december 2019 är gruppens framtid osäker.